# ستيفن ميتلاند
ستيفن ميتلاند (بالإنجليزية: Stephen Maitland)‏ هو سياسي أمريكي، ولد في 19 أغسطس 1962 في مقاطعة أرلنغتون في الولايات المتحدة. حزبياً، نشط في الحزب الجمهوري. وقد انتخب عضو مجلس نواب بنسيلفانيا.